# Stützkörper (Wasserbau)
Ein Stützkörper ist im Wasserbau ein Bestandteil eines Dammes, Staudammes oder Deiches zur Einleitung der auf ihn wirkenden Kräfte (besonders Wasserdruck) in den Untergrund. Der Stützkörper ist das wichtigste und größte Bauteil; er wirkt durch sein Eigengewicht, seine Scherfestigkeit und innere Reibung. Er sollte eine geringe Verformbarkeit haben, andernfalls gibt es Setzungen und Risse in anderen Bauteilen.
Mögliche Baustoffe für den Stützkörper sind Felsgestein, Schotter, Kies, Sand usw. Man unterscheidet Steinschüttdämme und Erdschüttdämme je nach der Art, Korngröße und Beschaffenheit des Materials des Stützkörpers.
Der Stützkörper kann aus homogenem (gleichartigem) oder inhomogenem Material aufgebaut sein. Inhomogen bedeutet hierbei, dass der Stützkörper aus Zonen verschiedener Durchlässigkeit besteht. Ein solcher Damm wird auch Zonendamm genannt.
Weitere wichtige Bauteile eines Dammes neben dem Stützkörper sind: Dichtung (innen/außen), Drainage, Filterschicht, Deckschicht usw.